# Четырёхимпульс
Четырёхи́мпульс, 4-и́мпульс — 4-вектор энергии-импульса, релятивистское обобщение классического трёхмерного вектора импульса (количества движения) на четырёхмерное пространство-время. Три компонента классического вектора импульса {\displaystyle {\vec {p}}=(p_{x},p_{y},p_{z})} материальной точки при этом становятся тремя пространственными компонентами вектора четырёхимпульса. Временно́й компонентой вектора четырёхимпульса является (с точностью до множителя) полная энергия материальной точки. Скорость изменения четырёхимпульса, оцениваемая по собственному времени движущегося тела, называется четырёхсилой.
{\displaystyle p^{\mu }={\begin{pmatrix}p_{0}\\p_{1}\\p_{2}\\p_{3}\end{pmatrix}}={\begin{pmatrix}E/c\\p_{x}\\p_{y}\\p_{z}\end{pmatrix}}={\begin{pmatrix}E/c\\{\vec {p}}\end{pmatrix}}.}
Четырёхимпульс полезен при релятивистских расчётах, поскольку он является ковариантным вектором Лоренца (четырёхвектором) и, следовательно, инвариантен при переходе в другую инерциальную систему отсчёта (его компоненты при этом изменяются в соответствии с преобразованиями Лоренца).

## Квадрат четырёхимпульса

4-импульс и масса

Квадрат вектора четырёхимпульса точечной частицы является скалярным инвариантом, равным (с точностью до множителя {\displaystyle c^{2}}) квадрату массы частицы:
{\displaystyle p^{2}=g_{\mu \nu }p^{\mu }p^{\nu }=m^{2}c^{2},}
где c — скорость света, индексы {\displaystyle \mu ,\nu =0,...,3;\quad } используется соглашение о суммировании по повторяющимся индексам.
Матрица g, входящая в скалярное произведение 4-вектора p на самого себя, является метрическим тензором пространства-времени.
В специальной теории относительности используется метрика Минковского, особый вид матрицы {\displaystyle g_{\mu \nu }=\eta _{\mu \nu }}, отвечающий плоскому (неискривлённому) пространству-времени:
{\displaystyle \eta _{\mu \nu }={\begin{pmatrix}1&0&0&0\\0&-1&0&0\\0&0&-1&0\\0&0&0&-1\end{pmatrix}};} в этом случае {\displaystyle m^{2}c^{2}={E^{2} \over c^{2}}-|{\vec {p}}|^{2}.}
Таким образом, в СТО масса частицы не меняется при лоренцевских преобразованиях. Модуль четырёхимпульса {\displaystyle |p|={\sqrt {p^{2}}}=mc} для реальных частиц всегда вещественен (поскольку квадрат модуля 4-импульса реальных частиц {\displaystyle |p|^{2}={p^{2}}=m^{2}c^{2}} всегда неотрицателен). Это означает, что 4-импульс всегда времениподобен или светоподобен; его модуль мог бы быть мнимым (квадрат модуля мог бы быть отрицательным) для гипотетических тахионов, движущихся быстрее света. Четырёхимпульс фотонов и других безмассовых частиц имеет нулевой модуль и квадрат модуля; для массивных частиц модуль всегда отличен от 0, а квадрат модуля всегда положителен. В зависимости от соглашения о сигнатуре, квадрат модуля 4-импульса может быть определён с противоположным знаком. В таком случае модуль 4-импульса будет мнимым для тардионов (обычных массивных частиц), равным 0 для люксонов (безмассовых частиц), ненулевым вещественным для тахионов; квадрат модуля 4-импульса будет соответственно отрицательным, нулевым и положительным.

## Отношение к четырёхскорости
Для массивной частицы 4-импульс равен произведению её массы на четырёхскорость
{\displaystyle p^{\mu }=m\,U^{\mu }\!,}
где 4-скорость есть вектор
{\displaystyle U^{\mu }={\frac {dx^{\mu }}{d\tau }}={\begin{pmatrix}U^{0}\\U^{1}\\U^{2}\\U^{3}\end{pmatrix}}={\begin{pmatrix}\gamma c\\\gamma v^{x}\\\gamma v^{y}\\\gamma v^{z}\end{pmatrix}},}
величина {\displaystyle \gamma ={\frac {1}{\sqrt {1-({\frac {v}{c}})^{2}}}}} — это фактор Лоренца, а {\displaystyle d\tau } — собственное время частицы.

## Канонический импульс в пространстве в присутствии электромагнитного потенциала
Для применения в релятивистской квантовой механике целесообразно определить «канонический» четырёхимпульс Pμ, который представляет собой сумму четырёхимпульса частицы и произведения её электрического заряда на четырёхвекторный потенциал электромагнитного поля:
{\displaystyle P_{\mu }=p_{\mu }+qA_{\mu }\!,}
где 4-потенциал является результатом комбинирования скалярного потенциала {\displaystyle \varphi } и 3-векторного потенциала {\displaystyle {\vec {A}}:}
{\displaystyle {\begin{pmatrix}A_{0}\\A_{1}\\A_{2}\\A_{3}\end{pmatrix}}={\begin{pmatrix}\varphi \\-A_{x}\\-A_{y}\\-A_{z}\end{pmatrix}}.}
Это указывает на потенциальную энергию заряженных частиц в электростатическом потенциале и на силу Лоренца, которая управляет движением заряженных частиц в магнитном поле, давая возможность включить их в уравнение Шрёдингера.

## 4-импульс в искривлённом пространстве-времени
В случае, когда имеется движущаяся физическая система с непрерывным распределением вещества в искривлённом пространстве-времени, первичным выражением для 4-импульса является 4-вектор с ковариантным индексом: 
{\displaystyle P_{\mu }=\left({\frac {E}{c}},-\mathbf {P} \right).}
4-импульс {\displaystyle P_{\mu }} выражается через энергию системы {\displaystyle E} и релятивистский импульс {\displaystyle \mathbf {P} }. Одновременно с этим, 4-импульс {\displaystyle P_{\mu }} может быть представлен как сумма двух нелокальных 4-векторов интегрального типа:
{\displaystyle P_{\mu }=p_{\mu }+K_{\mu }.}
4-вектор {\displaystyle p_{\mu }} есть обобщённый 4-импульс, связанный с действием полей на частицы; 4-вектор {\displaystyle K_{\mu }} есть 4-импульс полей, возникающий от действия частиц на поля.
Энергия {\displaystyle E} и импульс {\displaystyle \mathbf {P} }, а также компоненты 4-векторов {\displaystyle p_{\mu }} и {\displaystyle K_{\mu }} могут быть вычислены, если задана плотность {\displaystyle {\mathcal {L}}={\mathcal {L}}_{p}+{\mathcal {L}}_{f}} лагранжиана системы. Для энергии и импульса системы получаются формулы:
{\displaystyle E=\int _{V}{\frac {\partial }{\partial \mathbf {v} }}\left({\frac {{\mathcal {L}}_{p}}{u^{0}}}\right)\cdot \mathbf {v} u^{0}{\sqrt {-g}}dx^{1}dx^{2}dx^{3}-\int _{V}\left({\mathcal {L}}_{p}+{\mathcal {L}}_{f}\right){\sqrt {-g}}dx^{1}dx^{2}dx^{3}+\sum _{n=1}^{N}\left(\mathbf {v} _{n}\cdot {\frac {\partial L_{f}}{\partial \mathbf {v} _{n}}}\right).}
{\displaystyle \mathbf {P} =\int _{V}{\frac {\partial }{\partial \mathbf {v} }}\left({\frac {{\mathcal {L}}_{p}}{u^{0}}}\right)u^{0}{\sqrt {-g}}dx^{1}dx^{2}dx^{3}+\sum _{n=1}^{N}{\frac {\partial L_{f}}{\partial \mathbf {v} _{n}}}.}
Здесь {\displaystyle {\mathcal {L}}_{p}} есть та часть плотности лагранжиана, которая содержит члены с 4-токами; {\displaystyle \mathbf {v} } есть скорость частиц вещества; {\displaystyle u^{0}} есть временная компонента 4-скорости частиц; {\displaystyle g} есть детерминант метрического тензора; {\displaystyle L_{f}=\int _{V}{\mathcal {L}}_{f}{\sqrt {-g}}dx^{1}dx^{2}dx^{3}} есть часть функции Лагранжа, связанная с плотностью лагранжиана {\displaystyle {\mathcal {L}}_{f}}; {\displaystyle \mathbf {v} _{n}} есть скорость частицы вещества с номером {\displaystyle n}.